# Cordyline australis
Cordyline australis, tên tiếng Anh: cabbage tree và cabbage-palm,, là một loài thực vật có hoa trong họ Măng tây đặc hữu New Zealand. Nó phát triển đến chiều cao 20 mét (66 ft).

## Hình ảnh

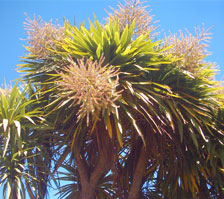
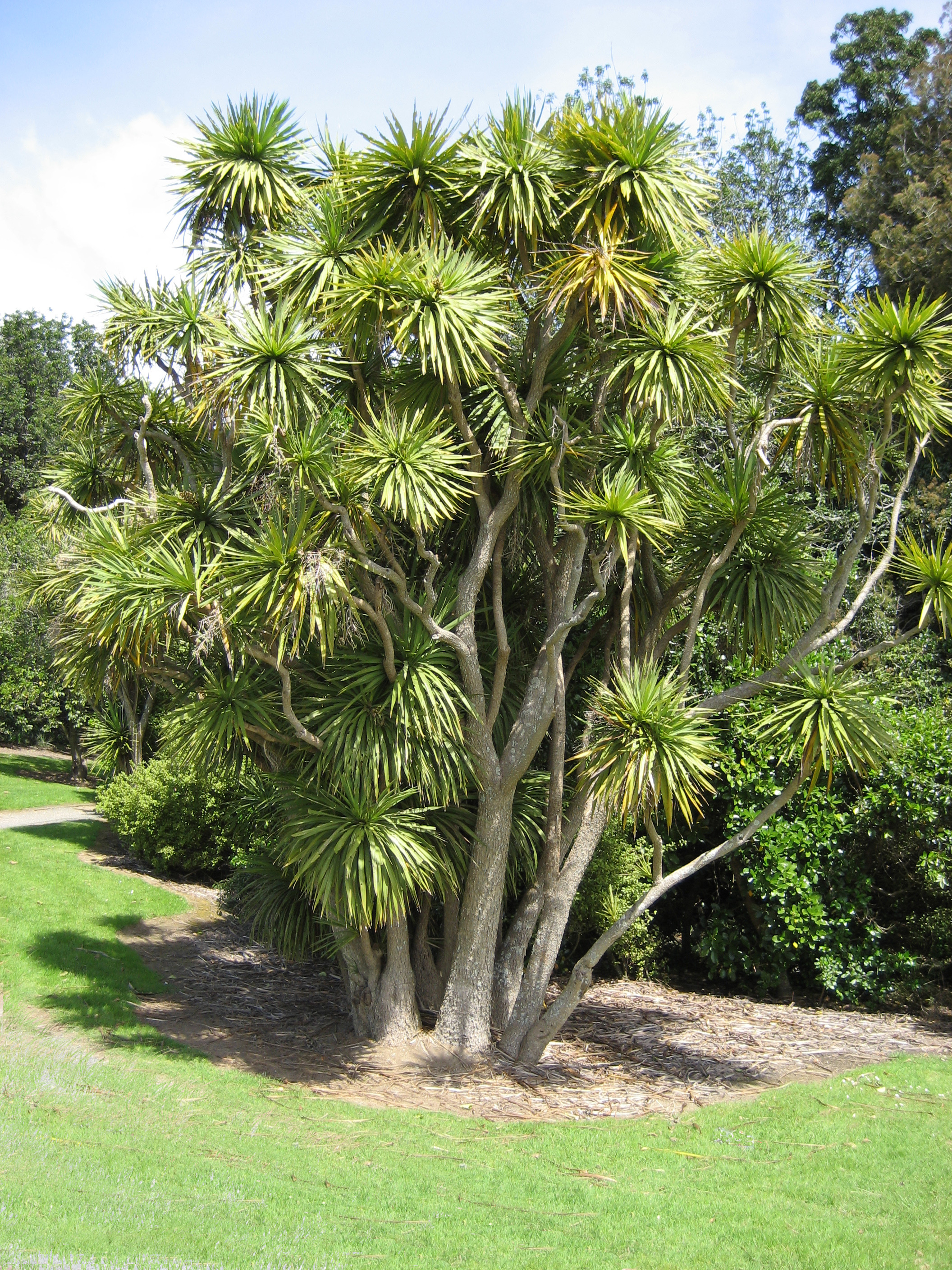
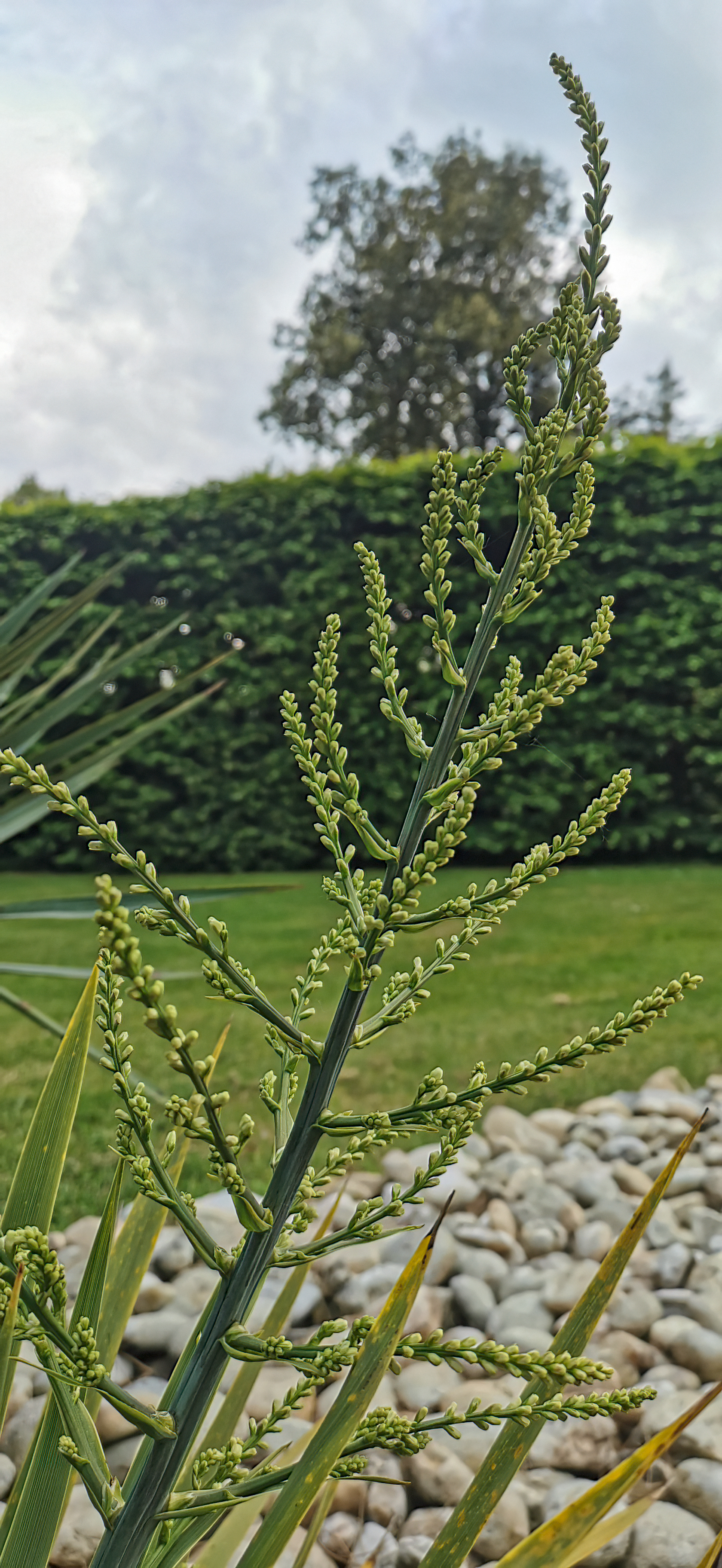
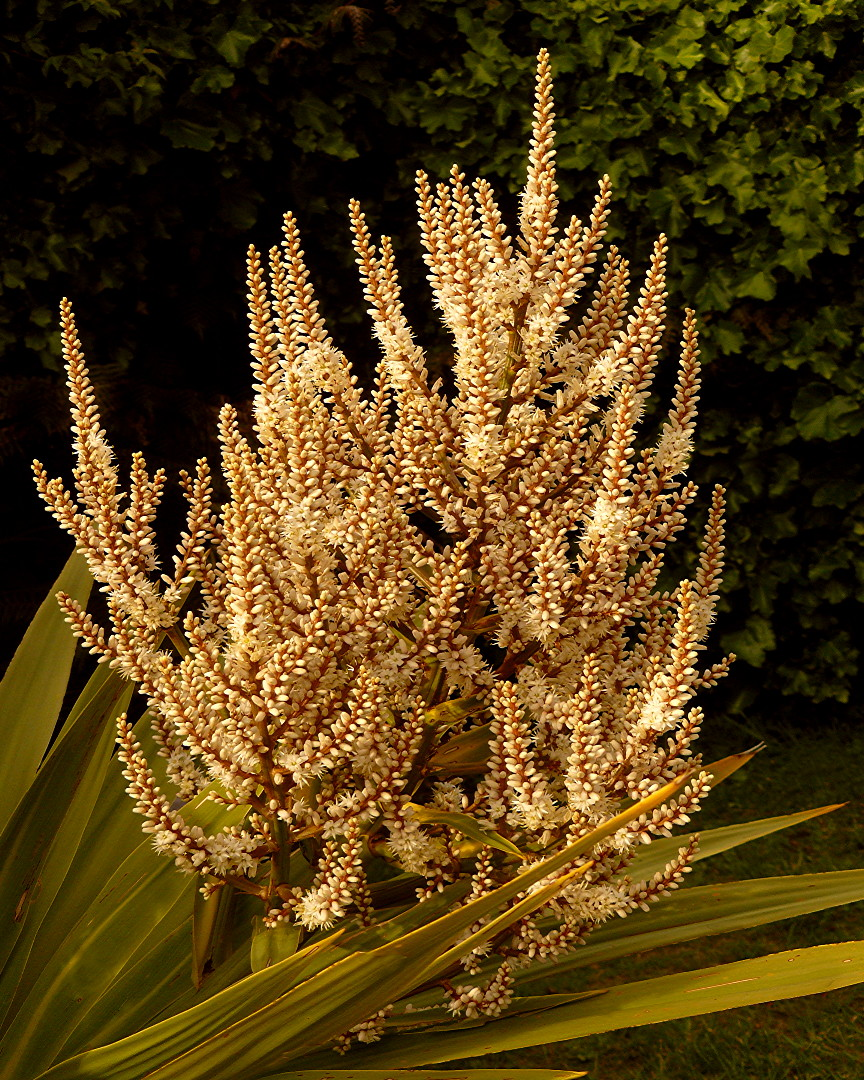
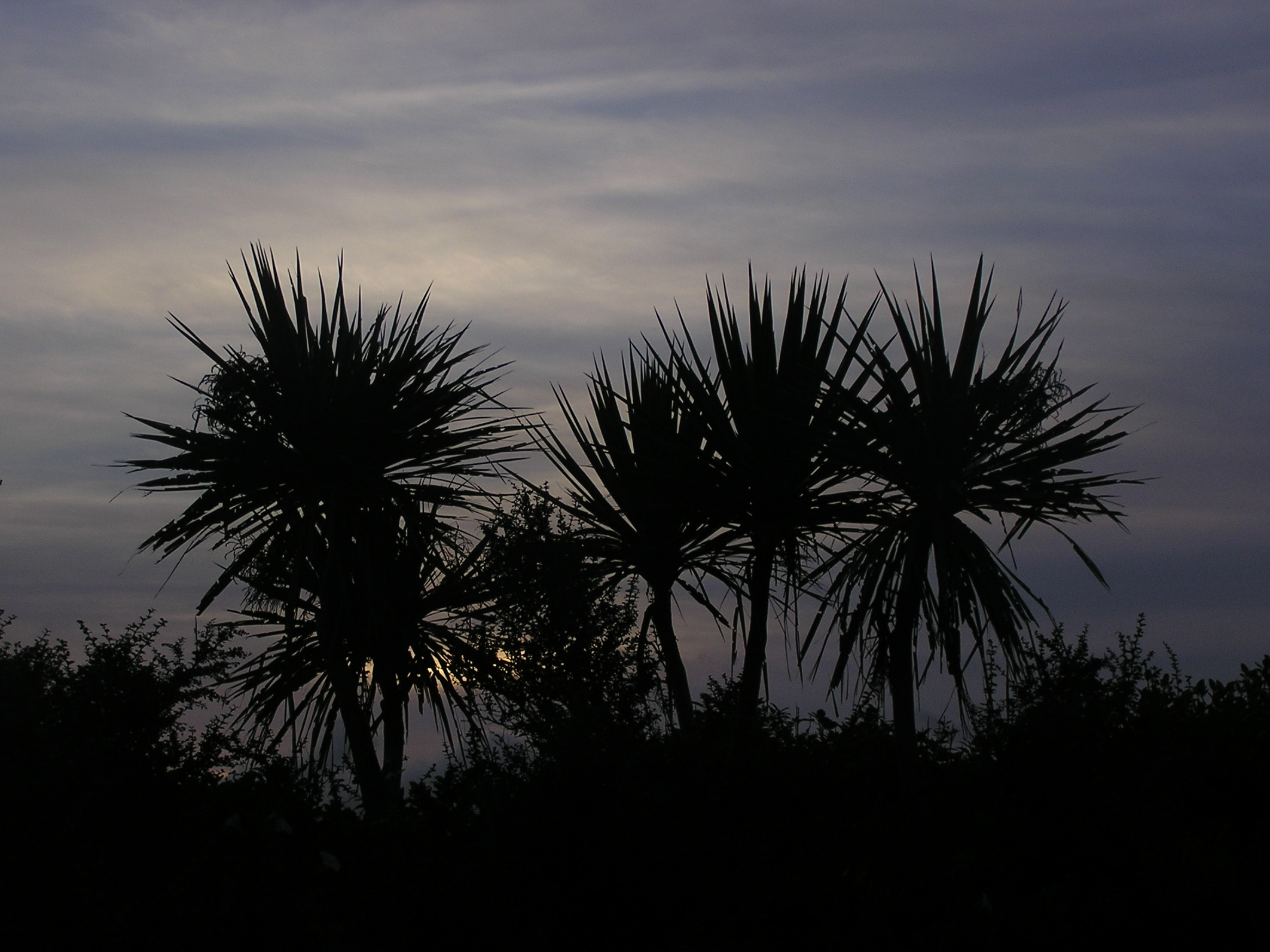
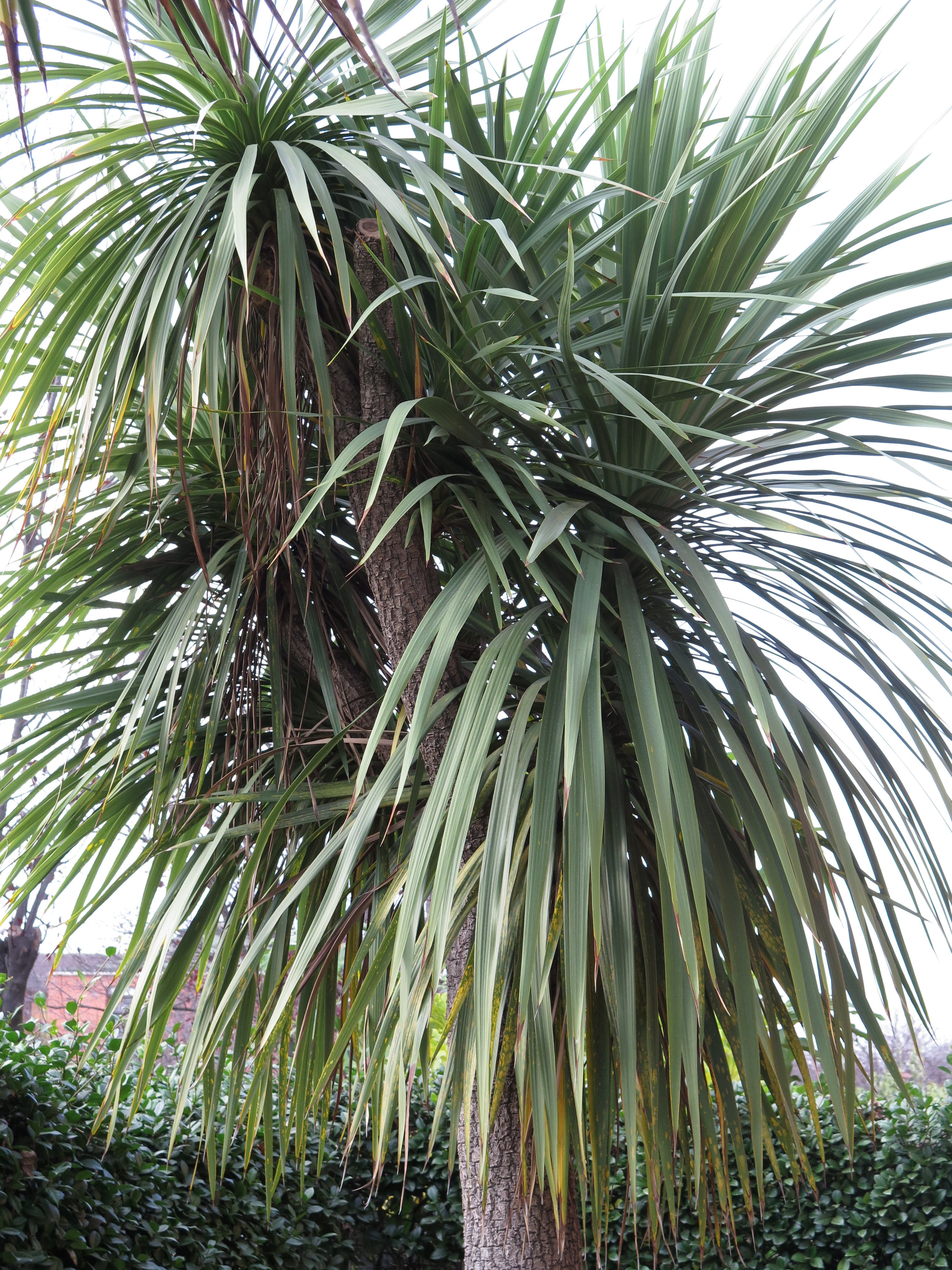
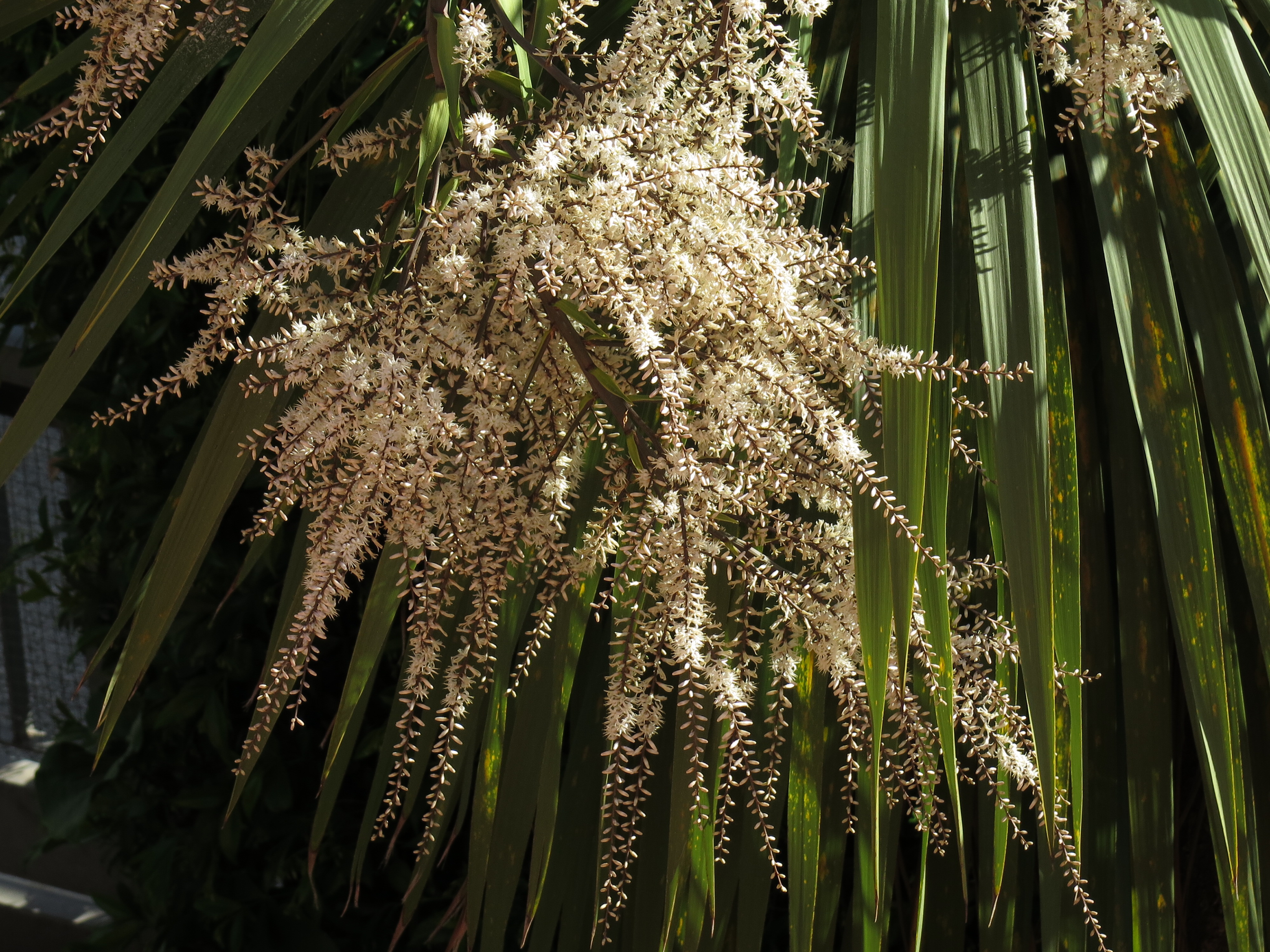